# Christian Rivas
Christian Yonaiker Rivas Vielma (Mérida, 20 gennaio 1997) è un calciatore venezuelano, difensore dell'Est. Mérida.

## Caratteristiche tecniche
È un difensore centrale che può giocare anche davanti alla difesa.

## Carriera

### Nazionale
Con la nazionale Under-20 venezuelana ha preso parte al campionato sudamericano 2017.